# Geocrinia rosea
Geocrinia rosea, Karri  hay ếch Roseate là một loài động vật trong họ Myobatrachidae. Nó là loài đặc hữu Tây Nam Úc.
Trước đây nó đã được Harrison đặt trong chi Crinia'. Geocrinia rosea rất giống với ba loài Geocrinia  khác; G. alba, G. lutea và G. vitellina. 
Loài này chỉ giới hạn ở vùng mưa cao hơn ở trong và quanh rừng Karri ở mũi tây nam của lục địa. Nó dài 25 mm.